# 亚历山大·谢朗
亚特兰大·兰格·谢朗（Alexander Lange Kielland，1849年2月19日—1906年4月6日），挪威作家。其作品同情社会底层人品，对社会上和宗教界的种种不合理现象报以尖锐的批评，因此谢朗被视为19世纪最著名的挪威现实主义作家之一。他和易卜生、比约恩斯彻纳·比昂松和约纳斯·李并称为并列为十九世纪挪威文学界“四杰”。

## 生平与创作
亚特兰大·兰格·谢朗生于挪威北部斯塔万格市一富裕家庭，父亲是领事，祖父是企业家。他的家族出过不少名人，比如他的姐姐凯蒂·谢朗后来成为风景画家，两人时常通信。1867年他从斯塔万格天主教中学毕业，进入奥斯陆大学。1871年他从法律系毕业，尽管他生于富裕家庭，他对社会底层的穷困人民抱有真诚的同情，在担任砖厂厂主时就对雇工很好。在创作生涯中，他一直是弱势群体的代言人和社会的批评者。
1878年他前往巴黎小住，写了戏剧《在回家的路上》和一批短篇小说，后来结集成《故事集》，于次年出版，受到欢迎。1880年谢朗出版了《故事集》的续集《新故事集》。同年受到格奥尔格·勃兰兑斯的鼓励，发表了自己的第一部长篇小说《加尔曼和华斯公司》，反映了商界的争斗和贫富分化的现状，对社会提出了尖锐批评。小说引起了轰动，但作家自己在1884年写给勃兰兑斯的信中说“我是希望用热火灼烫鬼怪周围的人群，可火焰只是起了照明的作用。”
他最著名的戏剧是《三对人》（1886）《贝蒂的保护人》（1887）和《教授》（1888），他也以短篇小说见长。他的代表作是长篇小说《礼物》（1883）及其续篇《财富》和《仲夏节狂欢》中，谢朗抨击了挪威教士中的伪善，揭露他们的狭隘和专横。1889年到1890年谢朗作为《斯塔万格珍品》的记者。1891年谢朗完成长篇小说《雅可布》之后就不再撰写长篇小说，只是整理早期的短篇小说进行发表。对于谢朗为什么很早就终止了创作生涯众说纷纭。某些人相信他是个坚持现实主义创作风格的作家，不适应19世纪末期流行的新浪漫主义趋势。还有一个原因可能是他专注于自己的政治事业， Tor Obrestad在其所写的谢朗传记中提出了谢朗可能死于肥胖的可能。从1880年代中期起，谢朗已经有气短的症状，健康的衰退让他无法继续创作。他经历过多次心脏病发作，他的体重一直增加，而无法控制食欲
1891年谢朗被任命为他的故乡斯塔万格的市长。1902年他搬到莫尔德居住，担任鲁姆斯达尔郡郡长。1906年在卑尔根去世。

## 主要作品

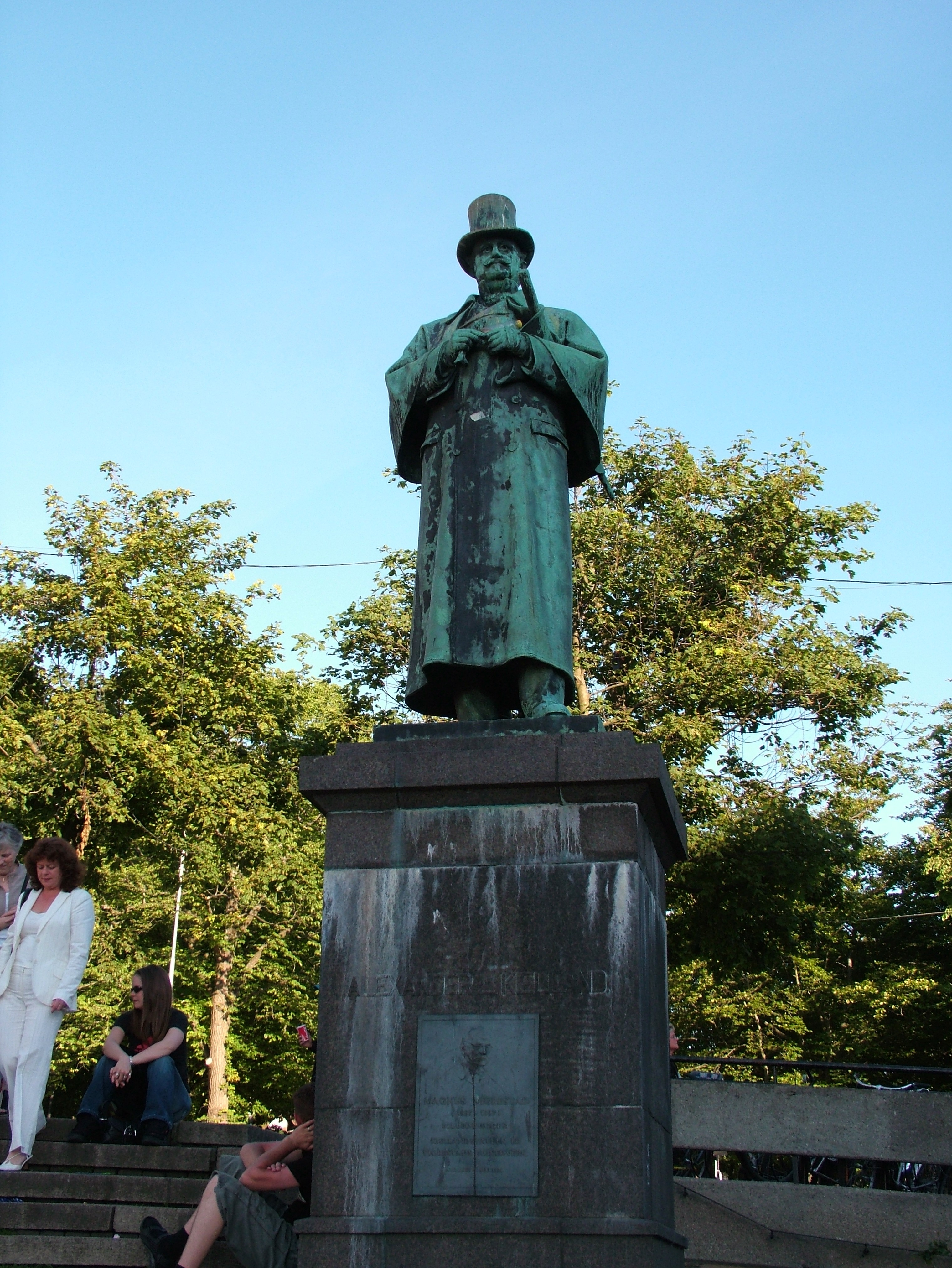
斯塔万格的谢朗像

### 短篇小说
- 《故事集》1879
- 《新故事集》1880
- To Novelletter fra Danmark 1882

### 长篇小说
- 《加尔曼和华斯公司》（1880）描写一个年轻妇女对社会习惯势力的反抗。
- 《Arbeidsfolk》 1881
- 《其他》（1881）
- 《华斯公司的船长》（1882）是《加尔曼和华斯公司》的续篇，描写人们反对国教和牧师，进一步揭露了当时的官吏制度。
- 《礼物》（1883）
- Fortuna, 1884
- 《雪》（1886）
- 《仲夏节狂欢》（1887）
- 《雅可布》 （1891）

### 戏剧
- 《回家路上》（1878）
- Hans Majestæts Foged, 1880
- Det hele er Ingenting, 1880
- 《三对》,（1886）
- Bettys Formynder, 1887
- 《教授》,（1888）

### 散文
- Forsvarssagen, 1890
- Menneker og Dyr, 1891
- 《拿破仑的人马和方法》,（1905）